# Adolf Gerhard Ludwig von Thadden

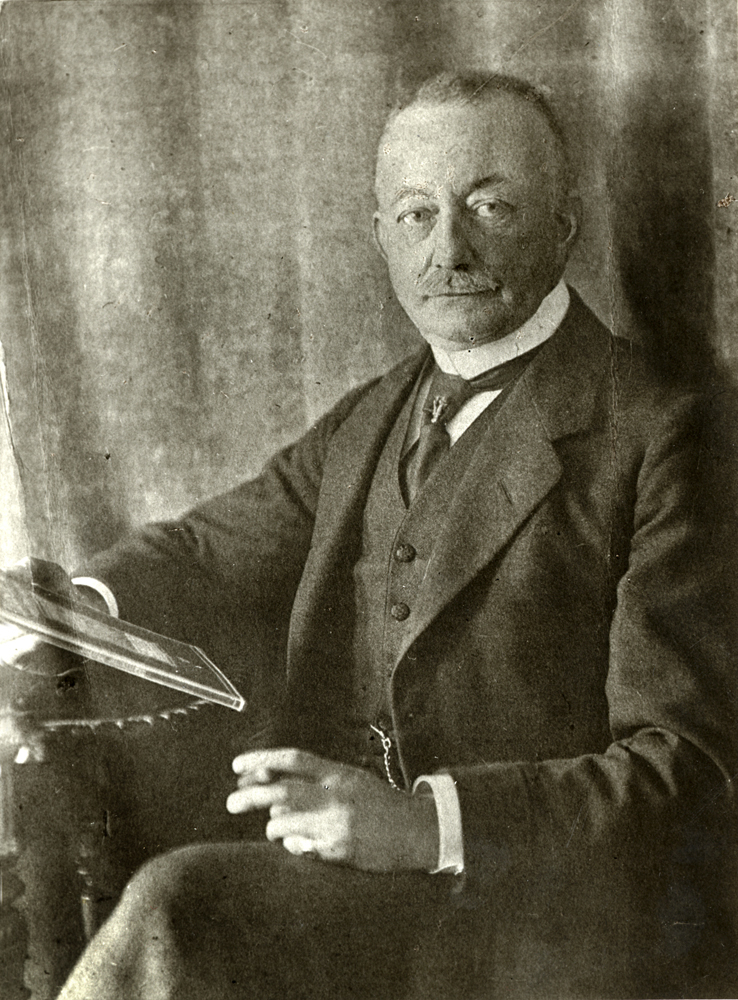
Adolf Gerhard Ludwig von Thadden

Adolf Gerhard Ludwig von Thadden-Trieglaff (* 3. Juni 1858 in Trieglaff, Pommern; † 1. September 1932 in Vahnerow, Pommern) war königlich-preußischer Verwaltungsjurist. Er wirkte u. a. als Landrat des Kreises Mohrungen, Provinz Ostpreußen (1890–1894) und des Kreises Greifenberg in der Provinz Pommern (1894–1923).

## Leben und Wirken

### Eltern
Adolf entstammte dem alten pommerschen Adelsgeschlecht von Thadden und wurde als Sohn des Rittergutsbesitzers Reinhold von Thadden (1825–1902) und der mit ihm am 13. April 1855 in Halle verehelichten Marie Auguste Luise Aline Antonia Mathilde Witte (1834–1922), Tochter des Juristen und Philologen Karl Witte, geboren.

### Familie

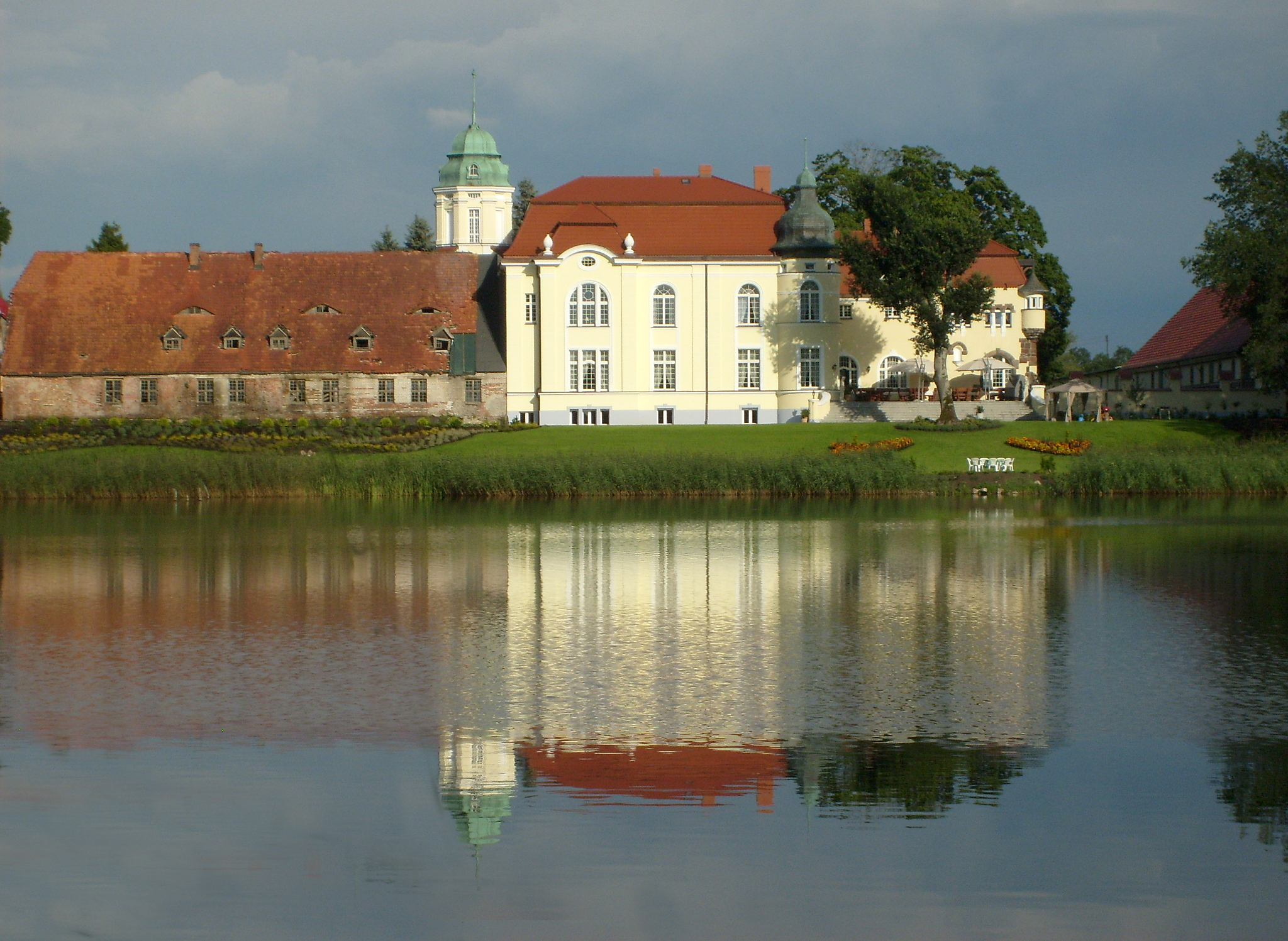
Schloss Trieglaff

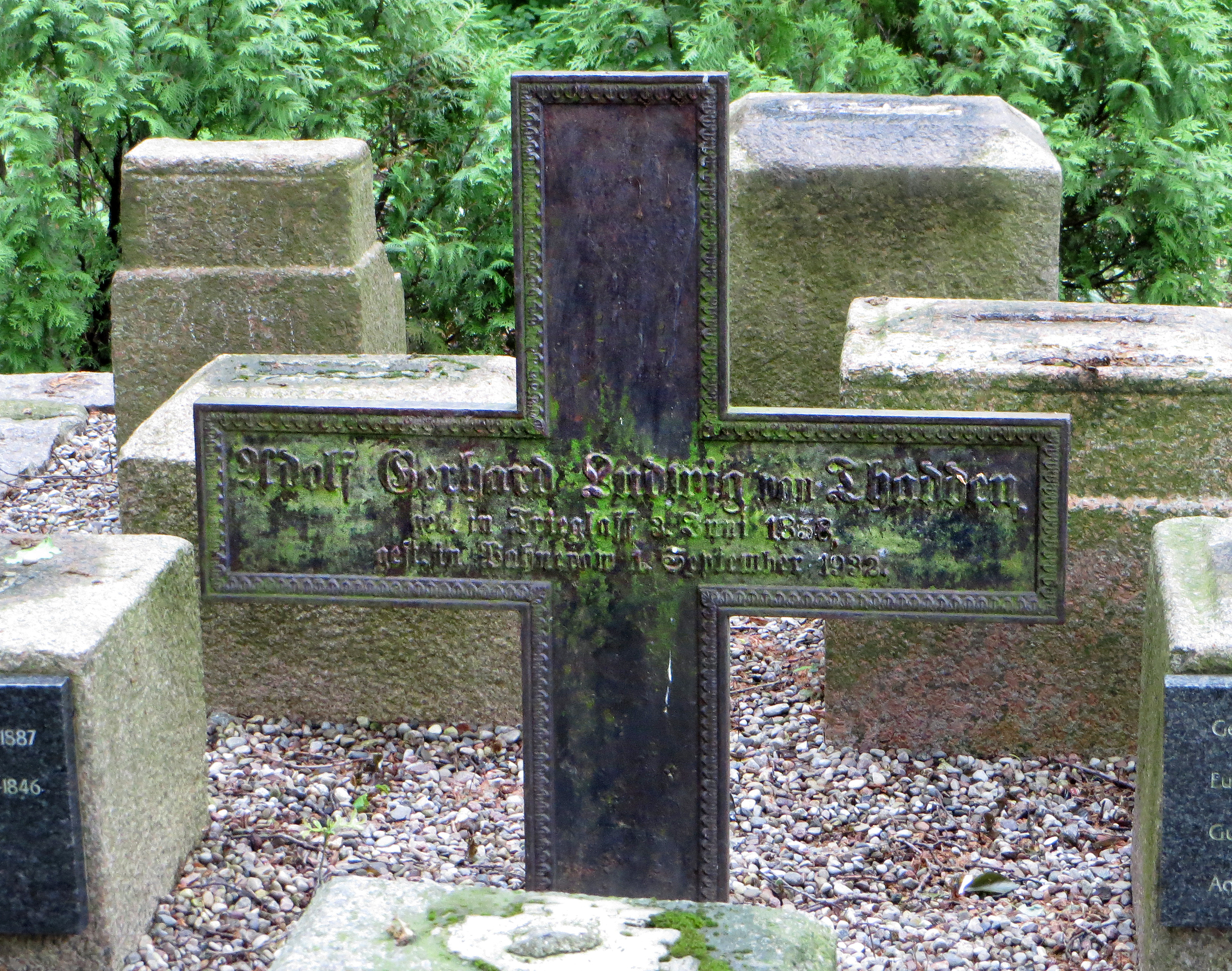
Grabkreuz Adolf Gerhard Ludwig von Thaddens auf dem Familienfriedhof in Trieglaff

Adolf von Thadden heiratete in erster Ehe Ehrengard Pauline von Gerlach (1868–1909). Das Paar hatte fünf gemeinsame Kinder:
- Elisabeth Adelheid Hildegard von Thadden (1890–1944), deutsche Widerstandskämpferin
- Reinold Leopold Adolf Ludwig von Thadden (1891–1976), deutscher Jurist, Politiker und Mitglied der Bekennenden Kirche, Gründungspräsident des Deutschen Evangelischen Kirchentags
- Marie-Agnes „Anza“ von Thadden (1894–1985)
- Helene von Thadden (1896–1985)
- Ehrengard „Eta“ Schramm, geb. von Thadden (1900–1985), deutsche Politikerin (SPD) und MdL (Niedersachsen), verheiratet mit Historiker Percy Ernst Schramm

Nach dem Tod seiner ersten Ehefrau heiratete Adolf von Thadden 1920 die Lehrerin Anna Barbara Blank (1895–1972). Das Paar hatte sechs gemeinsame Kinder:
- Adolf von Thadden (1921–1996), deutscher Politiker (NPD)
- Maria Wellershoff, geb. von Thadden (1922–2021), verheiratet mit Dieter Wellershoff
- Gerhard von Thadden (1924–1945)
- Barbara Fox, geb. von Thadden (* 1925)
- Monika von Plato, geb. von Thadden (1927–2008)
- Astrid Guesnet, geb. von Thadden (1930–2020)

### Wirken
Adolf von Thadden wirkte als königlich preußischer Landrat zudem auch als Mitglied des Pommerschen Provinziallandtags und Vorsitzender des Verbands pommerscher Landkreise. Ebenfalls war er Gutsherr auf Trieglaff, Gruchow und Vahnerow sowie Rechtsritter des Johanniterordens.

## Werke
- Vor dreißig Jahren Landrat in Ostpreußen – Erinnerungen, 1920;[6] veröffentlicht in: Deutsche Revue. Eine Monatschrift, Jg. 46 (1921): März, S. 234–235; April, S. 83–91 (Web-Ressource).